# Любен Пауновски
Любен Пауновски (на македонска литературна норма: Љубен Пауновски) е политик от Северна Македония.

## Биография
Роден е на 19 октомври 1958 година в град Прилеп. През 1984 година завършва история на изкуството и археология в Скопския университет. След това започва да работи в Радиодифузно предприятие, македонската радио-телевизия в Скопие, като новинар и редактор.
Известно време е съветник на кмета на Скопие. От 2 декември 1998 е народен представител от ВМРО-ДПМНЕ. През 1999 година става министър на културата, а през 2001 и министър на отбраната. През април 2007 година е осъден на три и половина години затвор.